# Ipomoea erosa
Ipomoea erosa är en vindeväxtart som beskrevs av Ignatz Urban. Ipomoea erosa ingår i släktet praktvindor, och familjen vindeväxter. Inga underarter finns listade i Catalogue of Life.